# Ingrid Wildi Merino

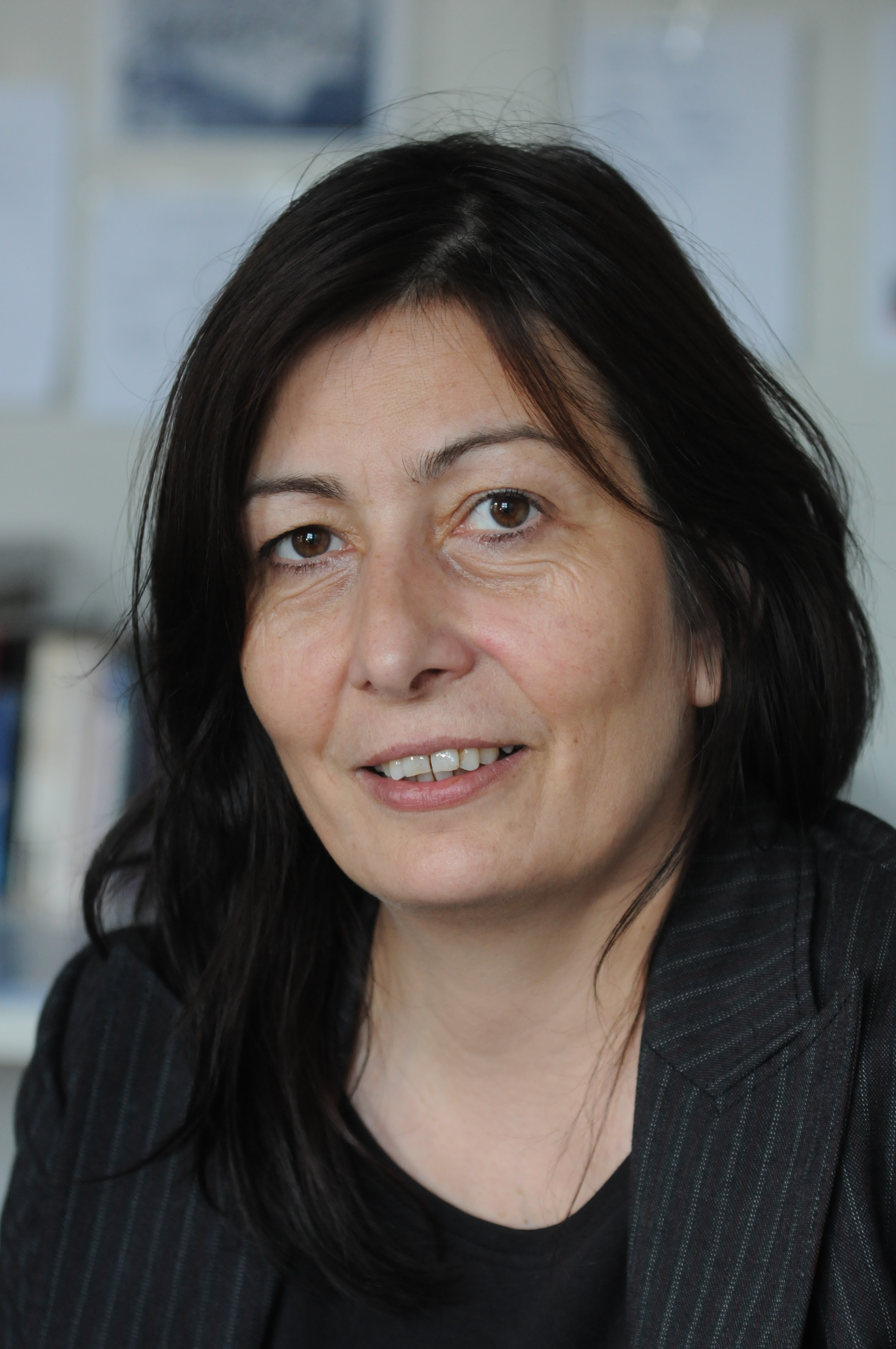
Ingrid Wildi Merino, 2014

Ingrid Wildi Merino (* 19. September 1963 in Santiago de Chile) ist eine Schweizer Videokünstlerin.

## Leben
Wildi Merino wurde 1963 in Santiago de Chile als Tochter eines Schweizers und einer Chilenin geboren. Die Mutter verliess die Familie früh. 1981 emigrierte Wildi Merino mit dem Vater und den beiden Geschwistern nach Niederlenz im Kanton Aargau. Zwischen 1985 und 1987 studierte sie dann an der Höheren Schule für Gestaltung Zürich und war dann bis 1995 als Malerin und Objektkünstlerin tätig. Zwischen 1994 und 1997 besuchte sie die Höhere Schule für Gestaltung erneut und studierte bei Berndt Höppner. Von 1998 bis 2000 absolvierte sie ein Nachdiplom-Studium an der École Supérieure d'Arts Visuels Génf am Atelier Média Mixtes bei Silvie Defraoui, Ursula Biemann und Dominique Gonzalez-Foerster.
2004 hat sie ihre erste bedeutende Einzelausstellung im Aargauer Kunsthaus und im Centre d’Art Contemporain in Genf. 2005 durfte sie den Schweizer Pavillon bei der 51. Biennale Venedig zusammen mit Gianni Motti, Shahryar Nashat, Marco Poloni bespielen.
Seit 2005 ist Wildi Dozentin an der Haute École d’Art et de Design in Genf. Sie lebt in Genf und Biel.

## Werk
Der Austausch mit dem Künstler Thomas Hirschhorn spielt eine grosse Rolle in der Entwicklung von Wildi Merinos Werk. Sie benutzt die Medien Video und Photographie, um auf gesellschaftliche Entwicklungen und Gegebenheiten hinzuweisen. Die dokumentarisch angelegten Videoessays orientieren sich stark an eigenen biografischen Erfahrungen der Künstlerin.

## Auszeichnungen
- 2009 Prix Meret Oppenheim

## Ausstellungen (Auswahl)
- 1992: Geografías, Altes Schützenhaus, Zofingen, Aargau, Switzerland
- 2004: De palabra en palabra, Aargauer Kunsthaus Aarau
- 2004: Centre d'Art Contemporain, Genf
- 2005: Schweizer Pavillon der 51. Biennale di Venezia (zusammen mit Gianni Motti, Shahryar Nashat, Marco Poloni)
- 2006: Kunsthaus Glarus (mit Mauricio Gajardo)
- 2007: Historias breves, Museo de Arte Contemporaneo, Santiago de Chile
- 2009 7th Mercosul Biennial, Porto Alegre, Brasilien (für Chile)
- 2011: Dislocación: Kulturelle Verortung in Zeiten der Globalisierung, Kunstmuseum Bern und Museo Nacional de Bellas Artes, Santiago de Chile
- 2012: Arquitectura de las Transferencias; Arica y Norte de Chile, no lugar y lugar de todos, Aargauer Kunsthaus, Aarau